# ۶۰ (قمری)
۶۰ (قمری)، شصتمین سال در گاهشماری هجری قمری است. اول محرم این سال برابر با شانزدهم اکتبر سال ۶۷۹ میلادی است.

## رویدادها
- ۱۸ رجب - درگذشت معاویه بن ابوسفیان خلیفه اموی و آغاز خلافت یزید بن معاویه

- خروج حسین بن علی از مدینه و ورود به مکه

- رسیدن نخستین نامه های کوفه به حسین بن علی

- رسیدن ۱۵۰ نامه از  کوفه به حسین بن علی توسط قیس بن مسهر ، عبدالرحمن ارحبی و عماره سلولی

- وصول نامه سران و اهالی  کوفه به حسین بن علی توسط هانی بن هانی و سعید بن عبدالله

- خروج مسلم بن عقیل از مکه به سوی کوفه

- ورود مسلم بن عقیل به کوفه

- خروج حسین بن علی از مکه

- قیام مسلم بن عقیل در کوفه

## زادگان
- ۱۰ رجب -  علی اصغر بن حسین

## درگذشتگان
- ۲۲ رجب: معاویة ابن ابی‌سفیان اولین خلیفه اموی
- ۹ ذیحجه: مسلم بن عقیل سفیر حسین بن علی در کوفه
- ۹ ذیحجه: هانی بن عروه از یاران علی بن ابی‌طالب.
- ۲۲ ذیحجه: میثم تمار از یاران علی بن ابی‌طالب.

## وابسته
- یزید
- رویداد کربلا